# Saint-Pierre-Laval

Saint-Palais este o comună în departamentul Allier din centrul Franței. În 1 ianuarie 2022 avea o populație de 365 de locuitori.